# Jakutski jezik
Jakutski jezik ili saha je jezik kojim govori oko 363 000 (1993.) ljudi u Sibiru, Saha ili Jakutija, Rusija.
Jakutskipripada sjevernoturkijskoj skupini; od ostalih turkijskih jezika izdvaja se brojnim arhaičkim elementima u glasovima i konstrukciji. Ima mnogo tuđica iz mongolskog, tunguskog i ostalih sjevernoazijskih jezika. Jakutska pismenost počinje nakon Oktobarske revolucije. Godine 1929. prihvaćena je latinica, ali je 1939. zamijenjena prilagođenim ruskim alfabetom.
| А а | Б б | В в   | Г г | Ҕ ҕ | Д д | Дь дь | Е е |
| Ё ё | Ж ж | З з   | И и | Й й | К к | Л л   | М м |
| Н н | Ҥ ҥ | Нь нь | О о | Ө ө | П п | Р р   | С с |
| Һ һ | Т т | У у   | Ү ү | Ф ф | Х х | Ц ц   | Ч ч |
| Ш ш | Щ щ | Ъ ъ   | Ы ы | Ь ь | Э э | Ю ю   | Я я |

## Vanjske poveznice
- Wikipedija na jakutskom jeziku
- engleski-saha rječnik  Arhivirana inačica izvorne stranice od 9. travnja 2008. (Wayback Machine)
- rusko-jakutski rječnik
- Ethnologue (14th)
- Ethnologue (15th)